# Karim Anszári-Fard
Karim Anszárifard (perzsául: کریم انصاری‌فرد; azeriül: Kərim Ənsarifərd) (Ardabíl, 1990. április 3. –) azeri származású iráni válogatott labdarúgó, a Nottingham Forest csatára. Játékstílusa és képességei hasonlítanak az őt felfedező edzőjéhez, Ali Dájiéhoz, így sokan Dáji "utódjának" tartják.
A World Soccer Magazine Javier Hernandez és Jack Wilshere mellett a világ egyik legnagyobb tehetségének nevezte. 2012. január 13-án a Nemzetközi Labdarúgó-szövetség beválasztotta azon játékosok közé, akiket érdemes lesz figyelni 2012-ben. A Goal.com is beválasztotta a száz legígéretesebb fiatal labdarúgó közé. 2012-ben a FIFA a világ 48.; Ázsia 2. legjobb gólszerzőjének értékelte.